# Сенигаллия
Сенигаллия (итал. Senigallia) — коммуна в Италии, расположена в области Марке, подчиняется административному центру Анкона.
Население коммуны, на 01.01.2024 года, составляет 44 053 человека, плотность населения ─ 374,75 чел./км². Коммуна занимает площадь 117,55 км².
Почтовый индекс ─ 60019. Телефонный код ─ 071.
Покровителем коммуны почитается святой Павлин Ноланский, празднование 4 мая.

## История
Сенигаллия была основана сенонами в IV в. до н. э. на севере региона Марке в устье реки Мизо. По легенде о вожде сенонов Бренне, выбор местности был продиктован наличием невысокого холма над морем и брода через реку. После битвы при Сентине (295 год до н. э.) римляне установили контроль над населенной галлами территорией между реками Эзино и Ариминум (Римини), которая с того момента получила название Агер Галликус. Сенигаллию называют «галльской столицей» Италии. После разрушения Помпеем в 82 году сенигалльцы выплачивали Риму тяжёлую дань. Удары по Сенигаллии наносили вестготы во главе с Аларихом, ломбарды и сарацины. В Средние века город возродился за счёт крупной ярмарки, но вскоре пал жертвой завоевательных устремлений Монтефельтро, пытавшихся закрепиться на морском побережье.
В 1450-е годы город укрепил Сиджизмондо Пандольфо Малатеста. Пий II неудачно пытался закрепить Сенигаллию за своим племянником Джакомо Пикколомини. Сикст IV передал владение городом своим родственникам Делла Ровере, для которых инженер Баччо Понтелли выстроил цитадель Рокка-Ровереска. В 1516 г. город отошёл к Медичи, затем к герцогам Урбинским из рода Делла Ровере, в 1624 г. (официально с 1632) вошёл в Папское государство. Памятники старины в Сенигалии сравнительно немногочисленны.